# Estadio Habib Bouakeul
El Estadio Habib Bouakeul (en árabe: ملعب الحبيب بوعقل) es un estadio multiusos ubicado en la ciudad de Orán en Argelia, se usa principalmente para la práctica del fútbol y posee una capacidad para 20 000 espectadores. Es el estadio del principal club de la ciudad, el ASM Oran que disputa el Championnat National de Première Division.
El estadio fue construido en 1927 en el distrito Haï El-Louz de Orán con el nombre de Stade Alenda, fue renovado en 1948 y cambió su nombre a Stade Vicente Monreal. Después de finalizada la guerra de Independencia de Argelia en 1962 el estadio pasó a llamarse Stade Habib Bouakeul en honor de Habib Bouakeul, un mártir de la Guerra.